# 守正
守正（1830年—？），字立人，号介如，胡氏，汉军正蓝旗人。清朝官员，进士出身。

## 生平
道光二十九年（1849）己酉顺天乡试科举人，咸丰六年（1856）丙辰科进士。官兵部员外郎。
清代书法家，工书法，善楷书（据《中国美术家大辞典》）。

## 家庭
- 曾祖明林（c.1750s-?），庠生。曾祖母崔氏（父崔明禮）。胞兄翼林，廪生。
- 祖父孝凝，乾隆乙卯科举人，福建福州府通判。祖母王氏。
- 父增喜（c.1795-1853），廪生，湖北沔阳州（今仙桃市）州判。咸豐二年（1852）十月調省派充撫署巡捕官，指导防堵并管帶團練義勇；咸豐二年十二月初四（1853年1月12日）太平军攻陷武昌，與城眾寡不敵，力竭捐躯，其妻並兩女自縊殉難；追授世袭雲騎尉，加贈都察院經歷衔（载《光緖朝硃批奏摺》、陳瑞珍《湖北節義錄》）；与增喜及妻女同时同地殉难的有湖北巡抚常大淳父子（据陳徽言《武昌紀事》）。母楊氏（父汉军旗楊如玉，胞兄際華、際芳、際塘、際苞）。
- 伯父增祿，道光丁未进士；吉惠 (道光进士)，道光庚戌进士。[3]
- 胞兄守忠，世袭雲騎尉，同治二年癸亥恩科进士，官湖南知县。守仁。
- 从堂弟胡俊章，光绪丙子恩科进士。
- 两胞姊妹胡氏，于1853年1月12日与父母同时殉难于湖北武昌。
- 妻傅氏。
- 子达善。